# 1e Baltische Front

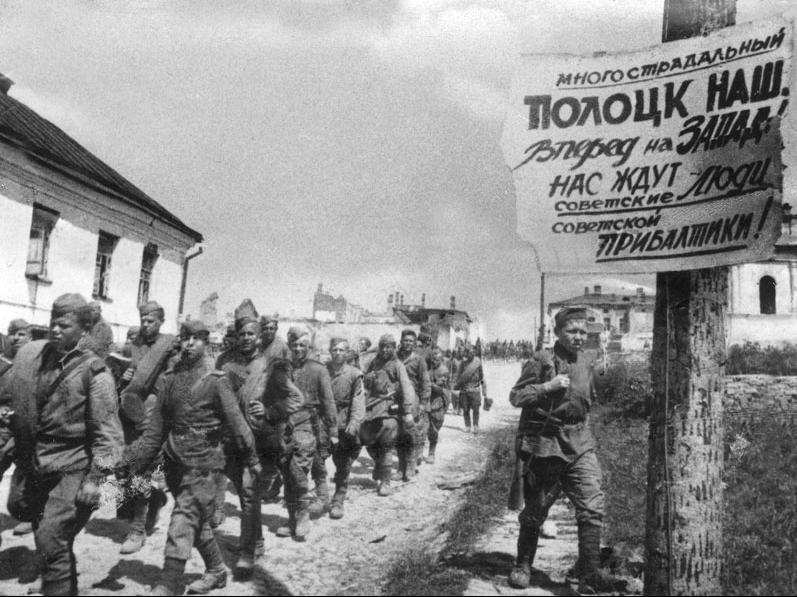
Het 1e Baltische Front neemt Polatsk in op 4 juli 1944.

Het 1e Baltische Front (Russisch: Пéрвый Прибалтийский фронт) was een legergroep (front) van het Rode Leger (Sovjet-Unie) die tijdens de Tweede Wereldoorlog vocht in de Baltische Staten.

## Veldslagen
Het 1e Baltische Front werd op 20 oktober 1943 opgericht als opvolger van het Kalinin Front met als nieuw doel om de Baltische Staten te bevrijden.
Van 1 tot 21 november 1943 vochten de troepen samen met het 2e Baltische Front in de richting van Vitsebsk en Polatsk en drongen 50 km diep door in de Duitse verdediging bij Haradok en Vitsebsk.
Op 27 januari 1944 hielp het Front het Beleg van Leningrad op te breken.
In februari - maart 1944 vocht het 1e Baltische Front samen met het Westelijk Front in Vitsebsk.
Vanaf 23 juni vocht het Front samen met het 3e Wit-Russische Front bij Vitsebsk en Orsja en bereikte Polatsk in Operatie Bagration.
Met een offensief tegen Daugavpils en Šiauliai schoof het Front 140 km op.
Een operatie in juli brak de verdediging bij Panevezys en Šiauliai.
Daarna volgde een offensief tegen Riga tot de Golf van Riga om de Heeresgruppe Nord af te snijden van Oost-Pruisen.
In augustus trokken ze zich 30 km naar het zuiden terug.
In september vocht het Front om Riga.
Begin oktober volgde het Memeloffensief tegen Klaipėda. Als gevolg omsingelde en vernietigde het Front samen met het 2e Baltische Front de Heeresgruppe Kurland.
In januari - februari 1945 vocht het front in het Oost-Pruisenoffensief in de Slag om Koningsbergen.
Het Front hielp het 3e Wit-Russische Front bij Tilsit.
Op 28 januari nam het Klaipėda in.
Begin februari 1945 namen de troepen van het Front, samen met het 3e Wit-Russische Front, deel aan de operatie op het schiereiland Samland rond Koningsbergen. De legers van het Front in Koerland gingen over naar het 2e Baltische Front. Vanaf 17 februari bevrijdde het Front Samland.
Op 24 februari 1945 werd het front opgeheven en werden de troepen onder de naam "Samland Groep van Strijdkrachten" overgedragen aan het 3e Wit-Russische Front.

## Slagorde
- 4e Stoottroepenleger
- 6e Gardeleger
- 39e Leger
- 43e Leger
- 3e Luchtleger

Op verschillende tijdstippen kwamen daarbij:
- 2e Gardeleger
- 5e Leger
- 11e Leger
- 51e Leger
- 61e Leger
- 5e Garde Tankleger

## Commandanten
- Legergeneraal Andrej Jerjomenko: 20 oktober - 19 november 1943
- Legergeneraal Ivan Bagramjan: 20 november 1943 - 24 februari 1945